# 常広城
常広城（つねひろじょう）は、佐賀県鹿島市常広にあった日本の城（平山城）。

## 立地・構造
佐賀県鹿島市の塩田川と鹿島川の間の沖積低地に位置する。近世初頭の推定される海岸線から2キロメートル弱と海にも近い。
鹿島鍋島家資料に「城郭図」「鹿島城図」など江戸期の絵図が伝えられているが、これらによると東西に最大約230間・南北に約180間の曲輪をもち、全長は893間余の土手と二重の堀で囲まれていた。中央には内堀に囲まれた東西約57間・南北約68間の方形の本丸があった。本丸は松林に囲まれ、池があり園と呼ばれていた。本丸の領域は現在の鹿島市立北鹿島小学校の敷地に重なり、現在も周囲より1.2メートル程標高が高くなっている。また、外郭には家臣屋敷があった。3階建ての武庫も有したという。
城の南西、現在の北鹿島の本町地区には城下の町があった。元はこの一帯が鹿島（賀島）町と呼ばれていたという。
標高が1.5から2メートル程度と低く、有明海にも近いため水害が多発した。塩田川と鹿島川の間に南北に長い土手を築いており、増水時に上る高楼もあった。

## 歴史

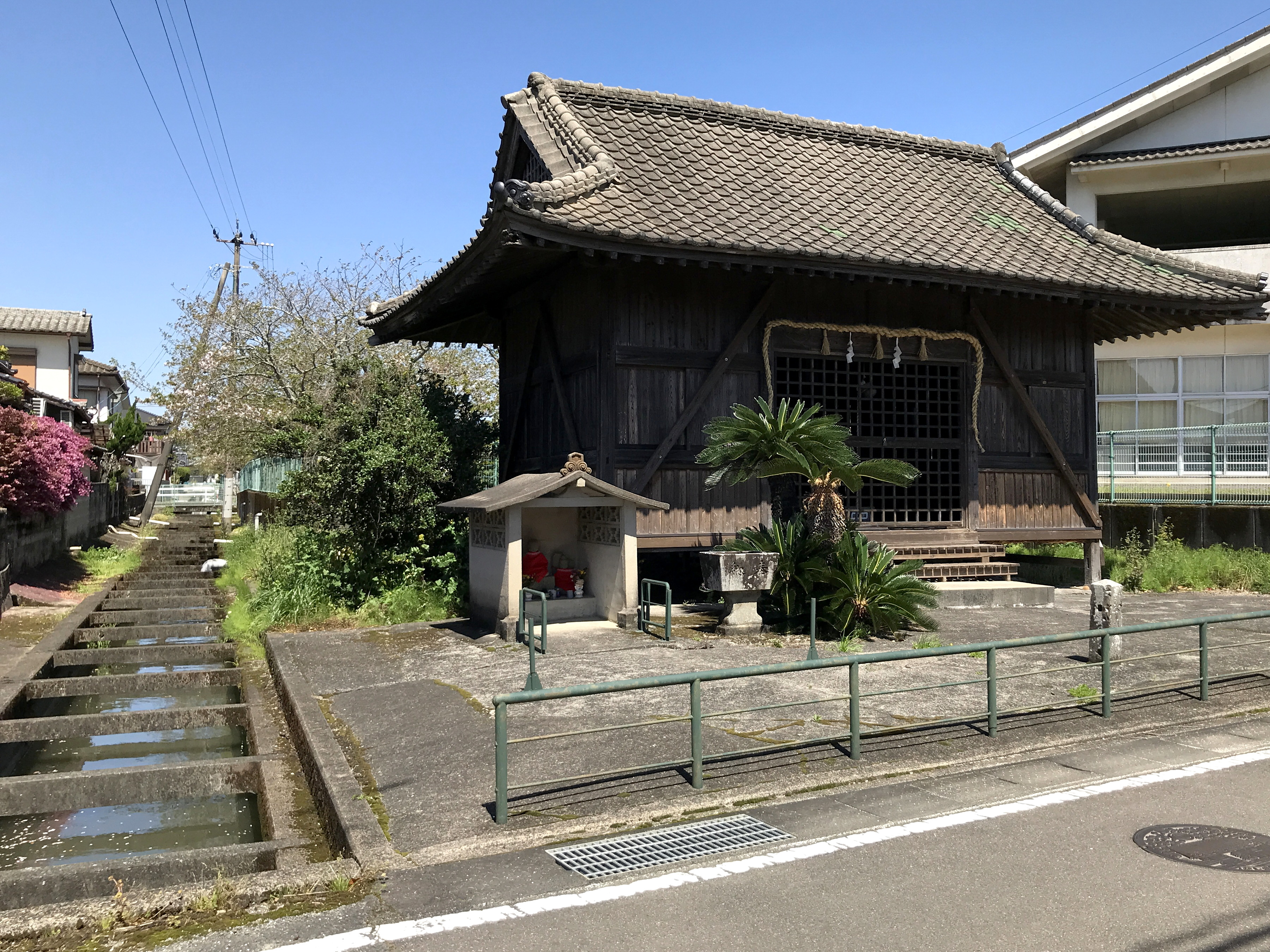
旧常広城の濠の南西にある鹿島神社。常広城の時代からあった鹿島神社が城とともに高津原に移転した後、地元住民により新しく造営された。

正確な築城年代は不明。承応元年（1652年）築城の記録がある一方で、それより遡る慶長肥前国絵図には描かれている。これは、常広字田代にあった先代の城館を3代直朝が修築し承応元年に完成したものと考えられる。
遡って天正4年（1576年）、龍造寺隆信は藤津郡を領した有馬氏を破り、後に「鹿島の城」には鍋島信房を置いたという記録がある。この城は先代の田代の城と考えられる。信房は後に高来郡神代に移るが、慶長14年（1609年）2万石の分封により佐賀藩から支藩・鹿島藩が成立した折には、田代の城に初代鍋島忠茂が入城、以後2代正茂まで続いたと考えられる。
また承応の築城以来も鹿島藩が代々の居館としていたが、度々の水害のため9代藩主の鍋島直彜は移転を決める。文化4年（1821年）に鹿島城が完成すると当城は廃された。跡地は北鹿島小学校になっており、一帯の字名・自治区名は現在「古城」（ふるしろ）と呼ばれる。
祐徳稲荷神社の社務所2階には、常広城に使用されていたと伝えられる欄間がある。